# Rudawa (rzeka)
Rudawa – rzeka w województwie małopolskim, lewy dopływ Wisły, do której uchodzi w 75,4 km biegu Wisły, przy bulwarze Rodła w Krakowie. Stanowi jedno ze źródeł wody pitnej dla Krakowa (ujęcie w Mydlnikach).

## Przebieg
Rudawa powstaje z połączenia potoków Dulówki, Krzeszówki i Rudawki, wypływających z Wyżyny Olkuskiej w okolicach Trzebini, Krzeszowic i  na południowo-zachodnich krańcach wsi Rudawa, następnie płynie przez Rów Krzeszowicki, gdzie przepływa przez Niegoszowice, Kochanów i Zabierzów, pod Szczyglicami przedziera się przez Garb Tenczyński i uchodzi w Krakowie między Półwsiem Zwierzynieckim a Zwierzyńcem koło klasztoru Norbertanek. Rzeka przepływa przez piękne krajobrazowo i ciekawe geologicznie i przyrodniczo obszary Tenczyńskiego Parku Krajobrazowego. W miejscu, gdzie przełamuje Garb Tenczyński, znajduje się rezerwat przyrody Skała Kmity.
Na terenie Krakowa Rudawa poprowadzona jest sztucznym korytem obwałowanym wraz z bulwarami. U ujścia co roku organizuje się wielkanocny festyn zwany Emausem. Po obu stronach rzeki, począwszy od Salwatora, wzdłuż Błoń ku Mydlnikom ciągną się bulwary. Wiodą nimi asfaltowe alejki spacerowe oraz drogi rowerowe. W dalszej części Rudawa i jej bulwary przebiegają pośród ogródków działkowych i bujnej zieleni Woli Justowskiej.

## Historia

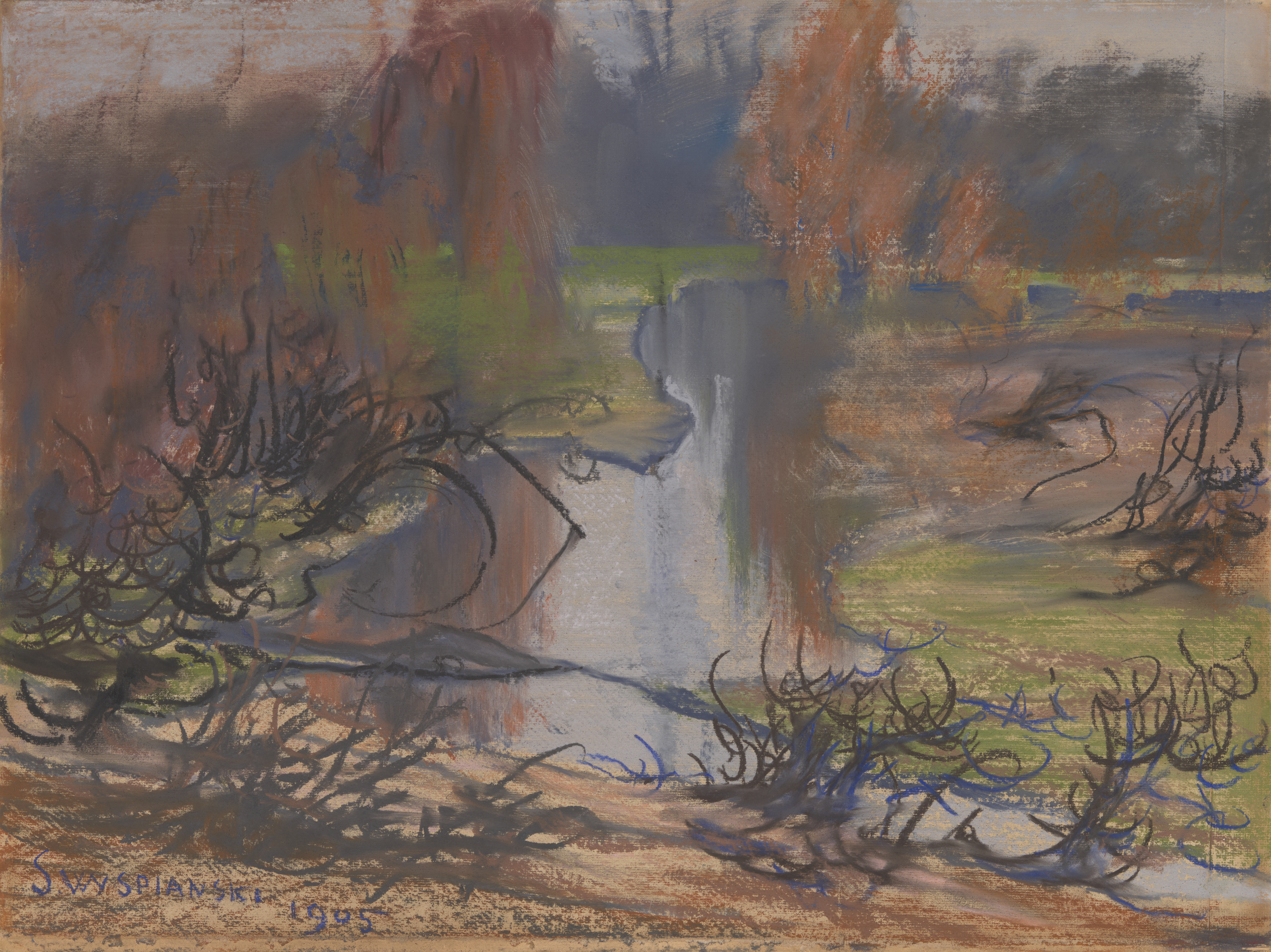
Krajobraz znad Rudawy
Stanisława Wyspiańskiego

Przed uregulowaniem rzeki w latach 1910–1912 Rudawa przepływała przez Kraków kilkoma odnogami. Rozlewiska na obszarze Błoń nazywano wówczas Niecieczą ze względu na brak głównego nurtu. Północną odnogą była Młynówka Królewska. Południowa prowadziła do klasztoru Norbertanek w miejscu współczesnego przekopu.
Do XIX wieku Rudawa przepływająca przez teren krakowskich błoń wylewała co roku wiosną, zamieniając je w grzęzawisko, na wysepkach którego w latach epidemii cholery pozostawiano umierających.

## Galeria

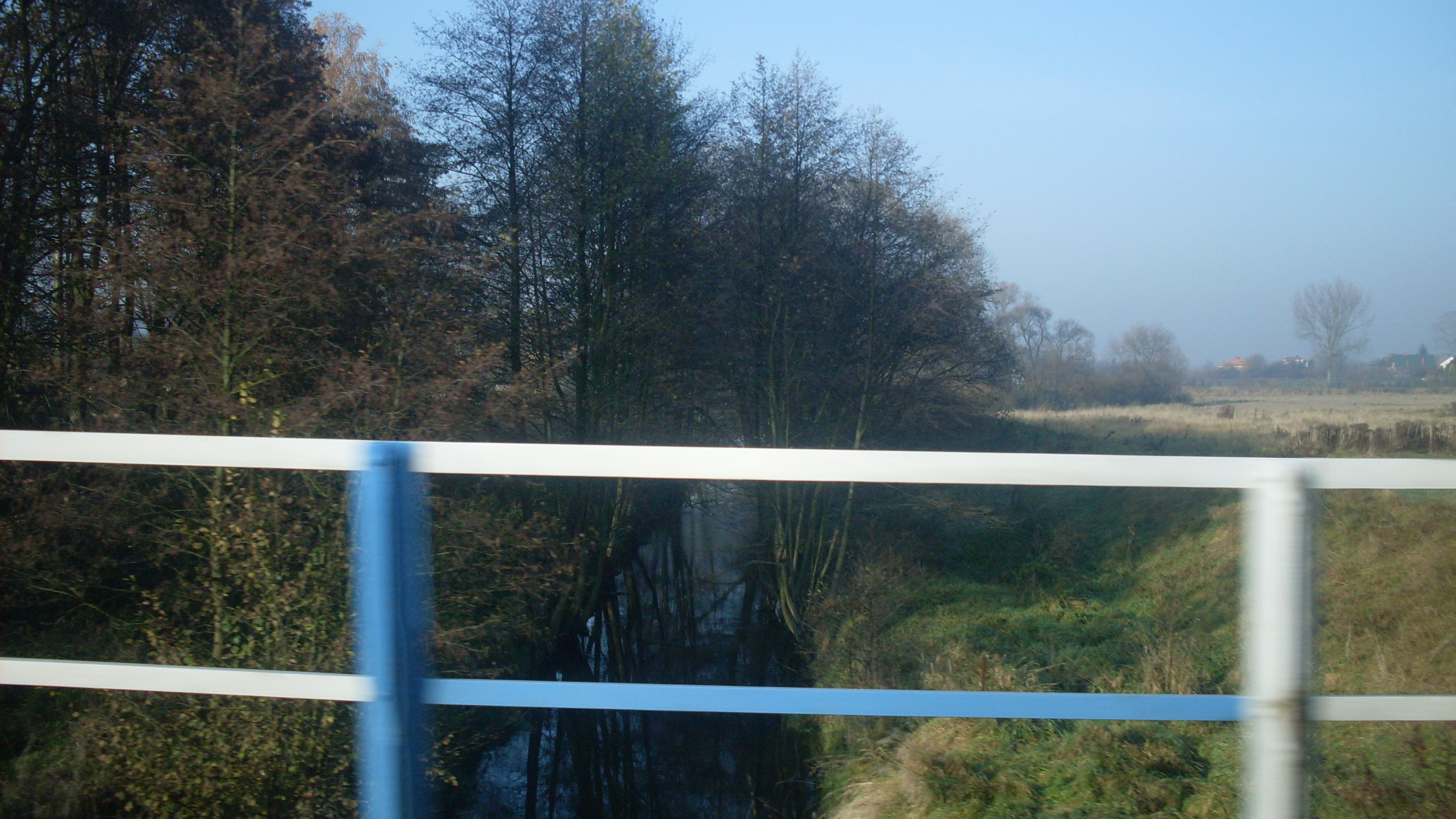
Rudawa w Rudawie
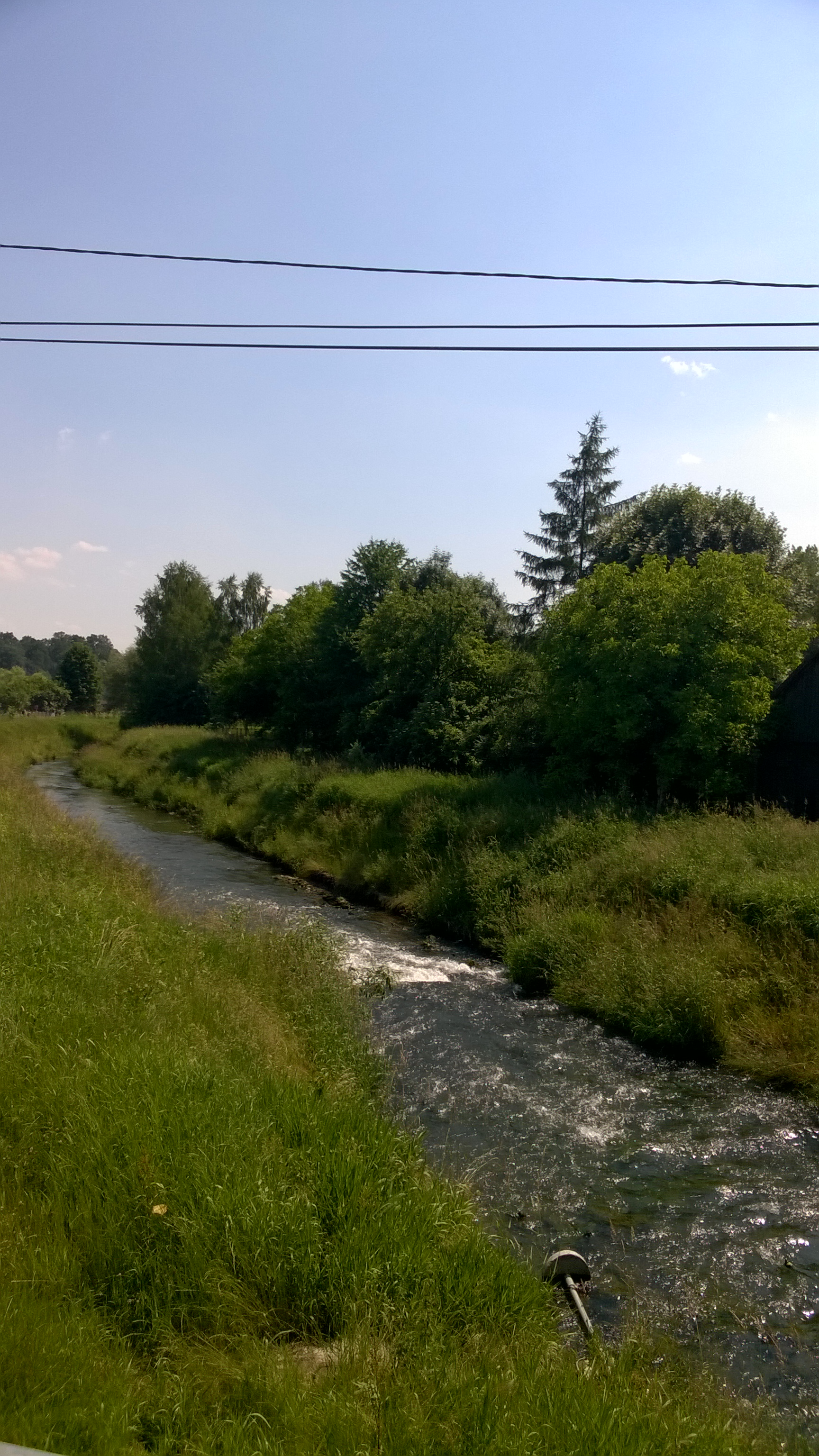
Rudawa w Zabierzowie
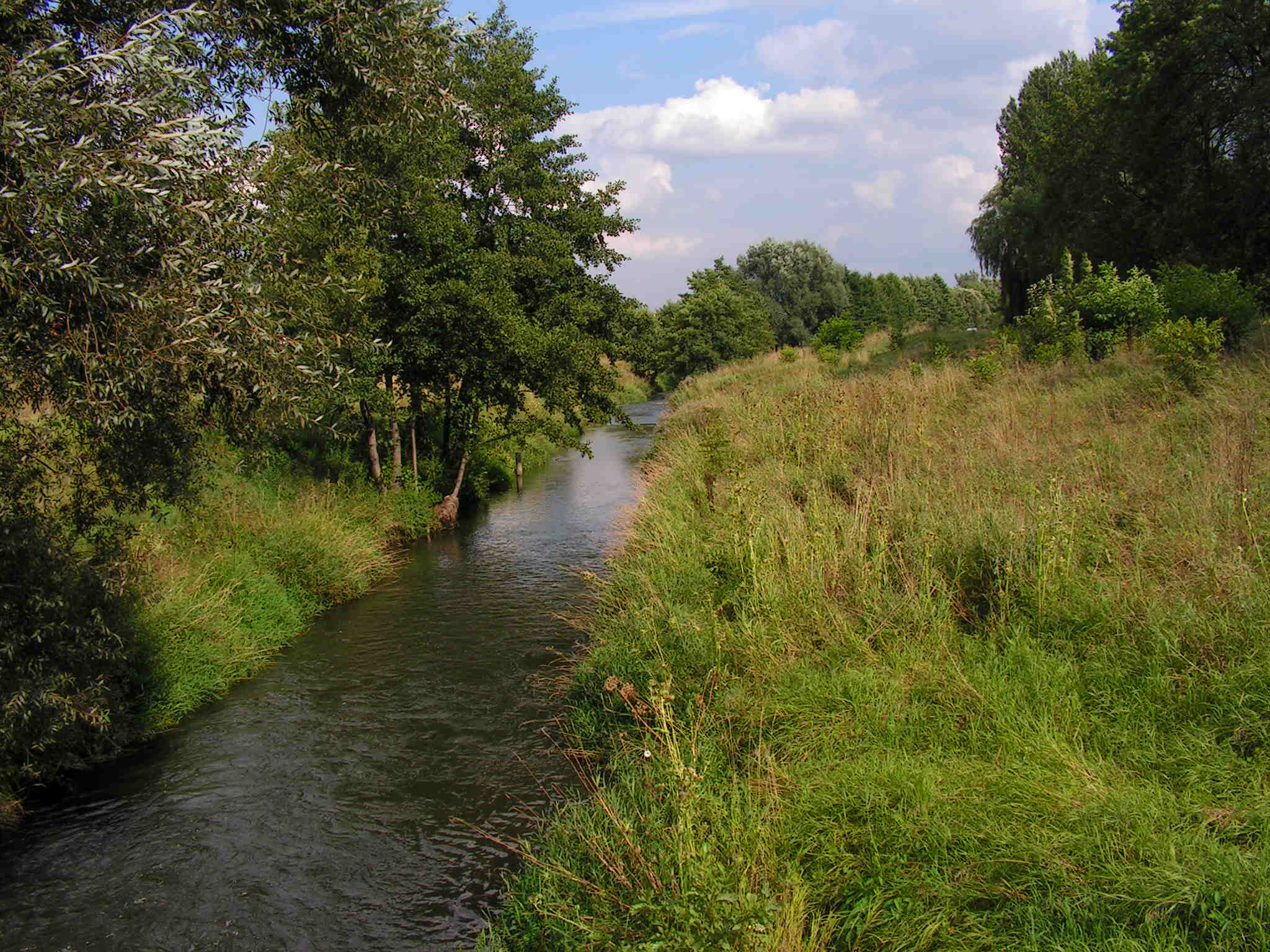
Rudawa w Krakowie
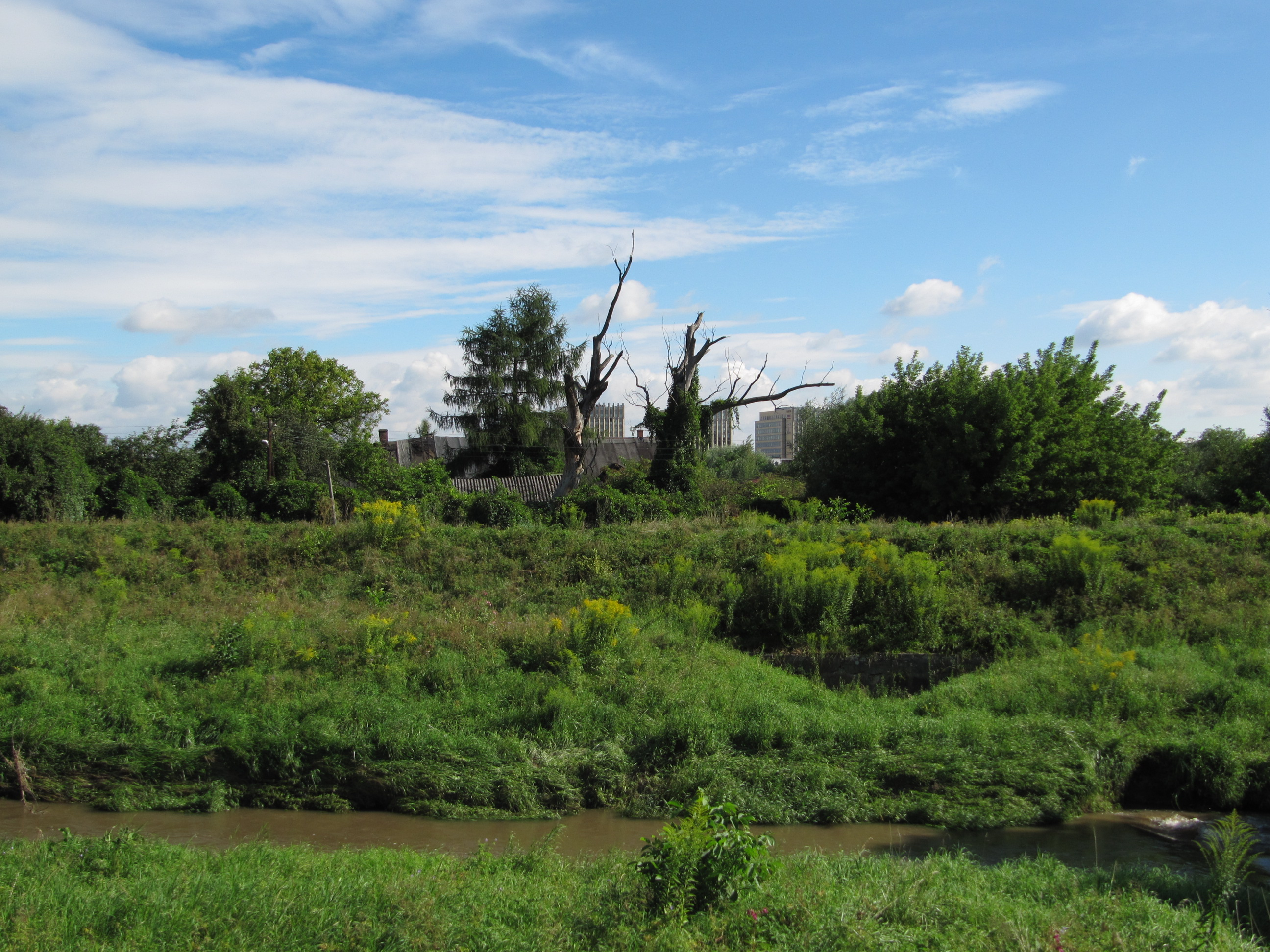
Rudawa w Krakowie-Zwierzyńcu
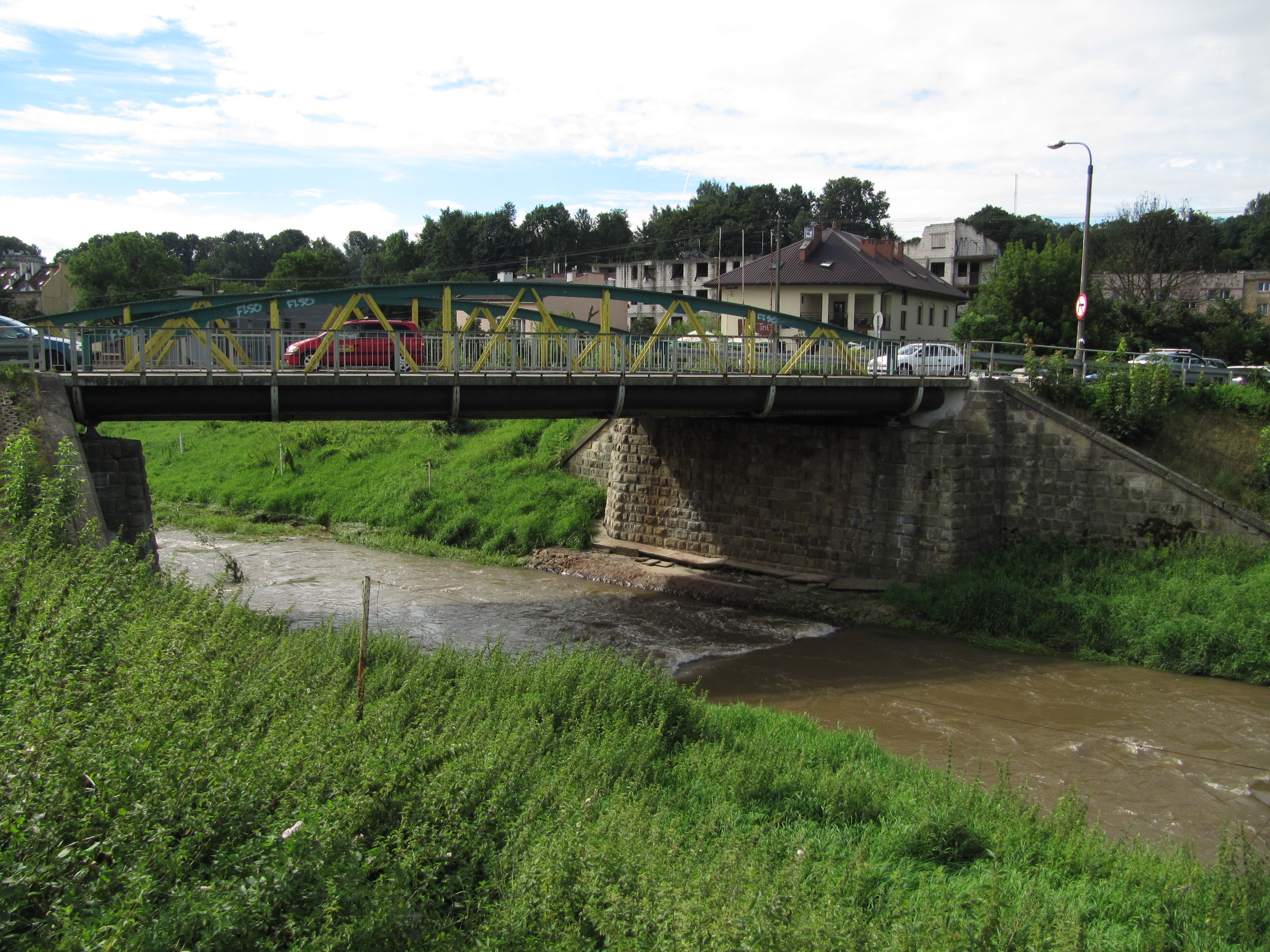
Rudawa w Krakowie-Woli Justowskiej
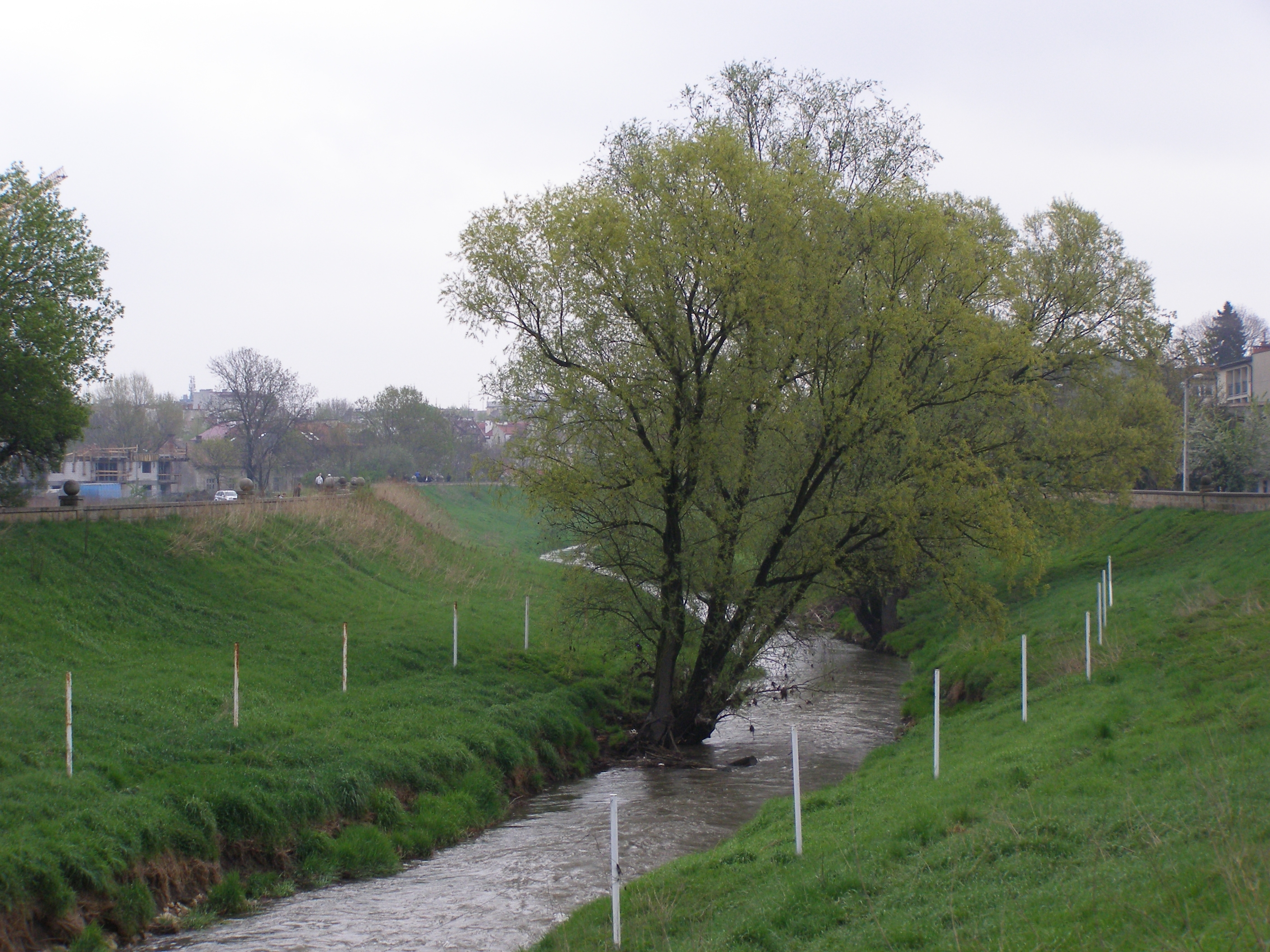
Rudawa przy ul. Emaus w Krakowie
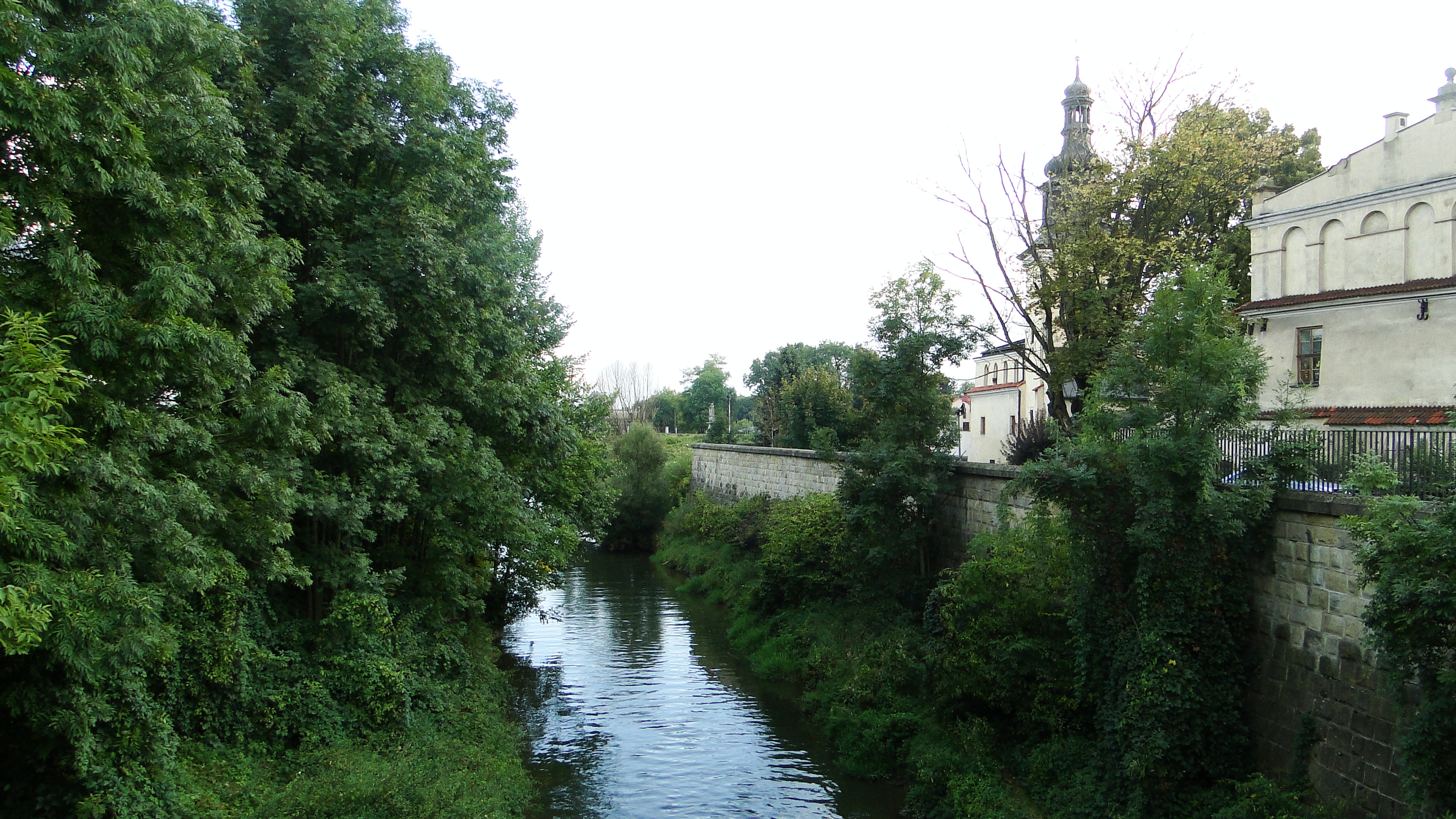
Ujście przy klasztorze Norbertanek